# Art punk
Art punk ou Avant punk refere-se ao punk rock experimental, ou com ligações à escola de arte, o mundo da arte, ou de vanguarda.
As primeiras bandas a serem descritas como "art-punk" foram as bandas da cena musical de Nova Iorque da década de 1970, tais como New York Dolls, Ramones e Patti Smith. Bandas como Wire (a maioria dos quais tinham sido estudantes de arte), e The Ex, que incorporaram o jazz, noise e a música étnica em seu som punk rock, teve elementos da vanguarda e foram descritos como "avant-punk". Posteriormente bandas como Dog Faced Hermans seguiram um caminho semelhante. A cena no wave do final dos anos 70 e início dos anos 80 é vista como um ramo do art punk, e foi descrito por Martin Rev da banda Suicide como "um válido avant-garde da extensão do rock". Outras bandas descritos como "art punk" incluem Fugazi e Goes Cube. Crass também foi descrito como art punk devido à incorporação de outras formas de arte em seus desempenhos. Em seu livro Art into Pop, Frith Horne e Simon Howard, descreveu os gestores das bandas punk da década de 1970 como "mais os articulados teóricos da arte no movimento punk", com o produtor Bob Last do Fast Product identificado como um dos primeiros a aplicar a teoria da arte ao marketing e a Factory Records de Tony Wilson descreveu como "a aplicação do mesmo princípio no Bauhaus para o olhar de todos os bens da empresa". Anna Szemere traçou os primórdios da arte húngara na subcultura punk para 1978, quando a banda punk The Spions realizou três shows que elaborou sobre a arte do desempenho conceitualista e Antonin Artaud o "teatro da crueldade", com o neo avant-garde/manifestos anarquistas entregue ao público. Colin Newman da banda Wire descreveu o art punk em 2006 como "a droga de escolha de toda uma geração".